# Kabelploeg

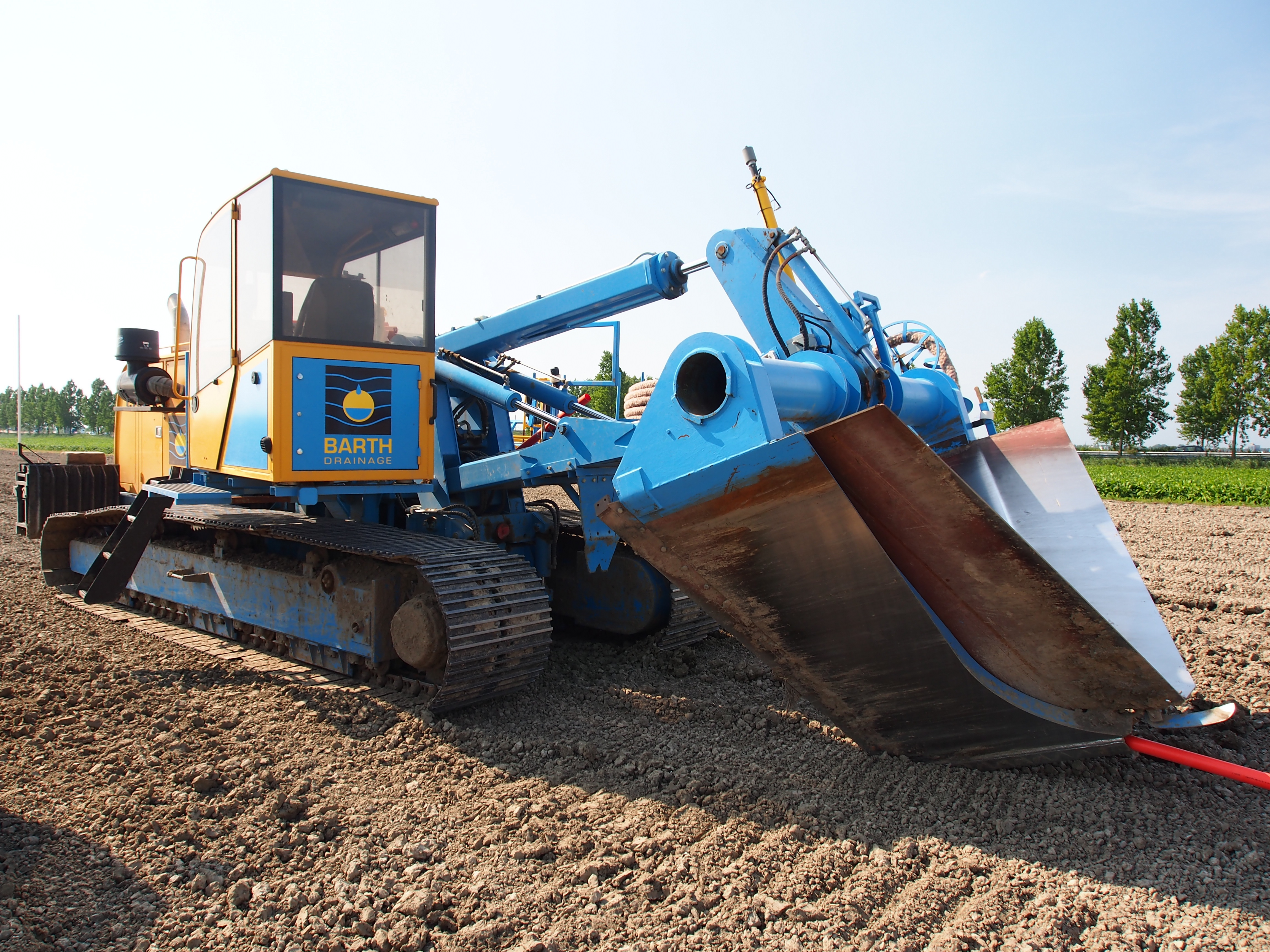
Draineermachine met V-vormig woellichaam

Een kabelploeg of kabellegger, ook wel bekend als een sleufloze draineermachine of sleufloze drainagemachine bij het leggen van drainagebuizen, is een bouwwerktuig dat wordt gebruikt om sleufloos kabels of flexibele buizen door de grond te trekken. De kabelploeg wordt vooral ingezet voor het aanleggen van ondiepe laagspanningskabels en kleine leidingen, en om natte akkers en graslanden te ontwateren met drainagebuizen. Voor het ingraven van kabels in de zeebodem gebruikt men zogenaamde trenchers aan boord van kabellegschepen. Dit werktuig is vaak uitgerust zijn met een systeem dat hogedrukwater gebruikt om de grond vloeibaar te maken en een sleuf te creëren.
Er bestaan grofweg twee types kabelploegen: kabelploegen met een woelpoot en kabelploegen met een V-vormig woellichaam. Een kabelploeg met woelpoot verstoort de bodem sterker dan een uitvoering met een V-vormig woellichaam. Om die reden wordt een woelpoot met een V-vormige woellichaam vooral gebruikt voor het aanleggen van drainage op grasland, omdat de graszode daarbij nauwelijks wordt beschadigd.